# ワンダープロジェクトJ 機械の少年ピーノ
『ワンダープロジェクトJ 機械の少年ピーノ』（ワンダープロジェクトジェイ きかいのしょうねんピーノ）は、1994年12月9日に日本のエニックスから発売されたスーパーファミコン用育成シミュレーションゲーム。
ロボットであるティンカーを操作し、ギジンであるピーノに指示を出して無実の罪により囚われたジェペット博士を救出する事を目的としている。プレイヤーの指示によりピーノのパラメータや行動パターンが変化していく事を特徴としている。
開発はアルマニックが行い、プロデューサーはスーパーファミコン用ソフト『46億年物語 はるかなるエデンへ』（1992年）を手掛けた藤本広貴、ディレクターおよびゲーム・デザイン、脚本は『46億年物語』を手掛けた米田喬が担当、キャラクター・デザインはアニメーターの川元利弘、音楽はアスミックのスーパーファミコン用ソフト『スーパーエアダイバー』（1993年）を手掛けた森彰彦が担当している。
後に続編となるNINTENDO 64用ソフト『ワンダープロジェクトJ2 コルロの森のジョゼット』（1996年）が発売された。本作と併せて「ワンダープロジェクトJシリーズ」と呼ばれている。
なお、2008年のたのみこむの「復活して欲しいレトロゲーム」で1位となった。

## ゲーム内容

### システム
プレイヤーは妖精のような姿のロボット・ティンカーを操作し、動き出したばかりのギジン（#ストーリー参照）・ピーノに何かの道具を提示し、行動を見てその使い方が正しい・正しくないと指示し、覚えさせる（例えば、ピーノが飲み込んではいけない物を飲み込んだ場合は殴るなど）。そして本番、イベントにてピーノに教え込んだ技術・能力を発揮させる。この繰り返しで、ピーノを成長させるのが基本となる。アイテム等のアクションはイベントシーンによっては本来の使い方とはまるで違う行動が正解の時があるので、教育しなおす必要がある場面が存在する。
ピーノには体力値と気力値が設定されており、2つとも上限は500。体力値は体を使う行動する、あるいはダッシュ移動を行うなどで減少し、気力値は頭を使う行動をすれば減少する。2つともアイテムを食べさせる事で回復できる。また、電気代100コルロ消費してポットで1日休ませ、充電することで100まで回復させることができる（既に100以上だと回復しない）。
体力が30未満、または気力が20未満になるとそれぞれの能力値に応じた危険モーションを取り、さらに減って10以下になると走る事すらできなくなり、移動が非常に遅くなる。どちらかが0になるとピーノは故障して倒れる。この時、ピーノの修理費用として通常の30倍の3000コルロがかかり、同時に三日経過する。もしも3000コルロ未満の場合は修理費用が払えず、ゲームーオーバーとなる。また、イベントをうまくこなせなかった場合、強制ゲームオーバーとなる箇所も存在する。
画面構成はサイドビューを採用しており、プレイヤーはボタン入力でゲームを進めるのではなく、カーソルを動かし、画面中にあるオブジェクトに触る事でゲームを進行させる操作感を持つ。また、いくつかのイベントにピーノ対COMでの戦闘が用意されており、ピーノの体力、または自信が尽きれば負け。逆に相手の体力を0にすれば勝ちである。なお戦闘は、全て自動で進行するため、ピーノの能力と試合展開による運次第で勝負が決まる。
エンディング後には自動的に「育成評価システム」が追加された2周目が始まる。内容や難易度等は1周目と全く同じだが、短い日数でイベントを進めることが目的となり、規定日数以下で全てのシナリオをクリアすることで、1周目のエンディングとは異なる、真のエンディングを見ることができる。なお、『J2』で語られる本作のストーリーは真のエンディングのものである。

### ピーノのステータス
攻撃性と感受性、運動性と知性とが対になっており、基本的に片方の能力値を高めるともう片方が下がる。ただし、対象物とピーノのとった行動次第では対となった能力が下がらないなどの例外がある。
また能力値の平均がもっとも高い性質がピーノの性格となり、使い方を覚えてないアイテムや設置物に対して、その性格に沿った行動をしやすくなる。
なお、イベント戦闘時は攻撃性の能力に限らず、ほとんどの能力が何らかの影響を与える。

#### 攻撃性
このステータスが高いとピーノは短気で乱暴な性格になる。
こうげき力
敵にダメージを与える度合いを表す能力。武器を使ったり、ギチュウを倒すことで増加する。
ぼうぎょ力
敵の攻撃を防ぐ能力。お守りに祈ったり、ギチュウを倒すことで増加する。大きく高める方法が少ない。

#### 運動性
このステータスが高いとピーノは体育会系の性格になる。
また、運動性はほとんどのイベントで一定以上の能力値が必要となるため、4つの中では最も重要。
うでの力
物を振ったり投げたり、ロープを登ったりするのに必要な能力。物を持つ行動をすることで増加する。
あしの力
物を蹴ったりジャンプしたりなどをするのに必要な能力。物を蹴ることで増加する。
バランス
細い道を渡ったり、長い物を振ったりするのに必要な能力。玉乗りなどをすることで増加する。

#### 知性
このステータスが高いとピーノは知的な優等生タイプになる。
しこう力
物を考えるために必要な能力。本を読むことで増加する。
そうぞう力
新しいことをひらめく為に必要な能力。百科事典を読むことで増加する。

#### 感受性
このステータスが高いとピーノは少々変わった行動（何でも口に入れる、色々な物に祈るなど）をとりやすくなる。
かんじる力
ピーノの物からの影響を受ける度合いを示す。においを嗅いだり、祈ったりすることで増加する。
ひょうげん力
歌を歌ったり、楽器を演奏するために必要な能力。それらの行動をとることで増加する。
やさしさ
ピーノの優しさを示す。高すぎると武器を見ただけで逃げ出してしまったり、イベントで敵との戦闘を放棄する。絵本を読むことで増加する。

#### その他
ピーノの性格に影響しない。
じしん
ピーノの自信を現すパラメーター、これが低すぎると動物を見ただけで逃げ出してしまう。戦闘の攻防でも減少し、低くなると降参する。
また、じしんは多くのイベントで要求され、イベントに応じた要求値未満だとピーノが怖気づいて攻略が失敗してしまう。褒める事で高めることが出来る。
まじめさ
ピーノの真面目さを表すパラメーター。高いと物覚えが良くなる。
コンキ
ピーノの根気強さを表すパラメーター。低いと同じアイテムを使い続けたときにすぐに飽きてしまうが、高いとどんなに繰り返しても飽きなくなる。また戦闘時の連続攻撃の出安さにも影響する。
しんらい
ピーノからプレイヤーへの信頼度を表すパラメーター。20未満になると指示を無視する事がある。10未満になるとピーノがプレイヤーに対して大嫌いと言い放ち、指示を無視する可能性が高まる。
0になると完全に拒絶して絶対に言う事を聞かなくなる。ただし、しんらいが0であっても移動とプリンへの指示はしんらい関係なく聞いてくれる。
ピーノのしんらい回復にはピーノのアクションに対して褒めれば少量回復、ギジンの好物であるプリンを食べさせると大幅に回復する。逆に叱ったり、ピーノが嫌な思いをすると下がる。
うん
ピーノの運勢を表すパラメーター。多くの場面で影響するステータスで特定のギミックやイベント攻略にも必要になる。
また、うんを最高値付近まで高めないと進めない箇所がある（低すぎると強制的にゲームオーバー）。
戦闘では運が高いほどピーノがクリティカルヒットを出しやすくなる。何かに祈ることで増加する。
ストレス
ピーノのストレスを表すパラメーター。高いとアイテムの効き目が悪くなってしまう。人間と同じように頭を使うと増加し、運動することで減少する。
たい力・き力
行動するために必要なエネルギーで主に体を使うと体力が、頭を使うと気力が減少する。体力が30未満、または気力が20未満になると危険モーションを取り、10未満になると走る事ができなくなる。
0になるとピーノが故障して修理代を支払わなくてはならず、払えないとゲームオーバー（ある場面のみ、お金があってもゲームオーバーになる箇所がある）。
二つともポッドに寝かせて充電する事で『100』まで回復させられる。アイテムを食べさせて回復させる事もでき、こちらは最大500まで増やすことができる。たい力は戦闘にも使用される。

## 設定

### ストーリー
その昔、50年前の戦争で荒廃したコルロ島を復活させるために、人間に代わる労働力として『ギジン』が作られた。ギジンと人間が手を取り合って復興することにより、見事コルロ島は緑を取り戻したのである。しかし、人間は自分達よりも高い能力を持つギジン達を疎ましく思い、やがて迫害するようになる。
ギジンの生みの親「ジェペット博士」はそんな状況を解消するため、人間とギジンとの橋渡しのために人間そっくりのギジンを創り上げた。それが『機械の少年ピーノ』である。しかし、ジェペット博士はピーノ完成直後、無実の罪で城へ連れて行かれてしまう。
ジェペット博士に作り出されたインターフェイスロボ・ティンカーは非常に困っていたがその時テレビの前にいたプレイヤーのあなたがティンカーに声をかけ、協力を約束する。ティンカーとプレイヤーはジェペット博士を救い出すために、ピーノを目覚めさせ、謎の『回路J』を起動させることとなる。
そしてピーノは様々な人々との出会いで心を培い、『回路J』を起動させることに成功したが、コルロ島を戦艦の砲撃から守るためにJの力を使ってしまい、倒れてしまう。エンディングは以下の3パターンとなる。
（1周目）ジェペット博士の手によりピーノは修復された。今までの記憶と能力は失っていると思われていたが、プレイヤー達のことは覚えていたようだ。そこに王様からの手紙が届き、これからは人間とギジンが平和に暮らしていける国を作っていくことを約束すると書かれていた。
（2周目で評価が完璧ではない場合）ジェペット博士の手によりピーノは修復された。今までの記憶と能力は失っていると思われていたが、プレイヤー達のことは覚えていたようだ。そこに王女様からピーノにプロポーズの手紙が届いた。博士は24日掛けてピーノを元通りにまで育成し、コルロ島にギジンの王子様が誕生した。
（2周目で完璧な評価の際見られる真のエンディングでは）ピーノは島のために命を投げ打ってしまい、島中のギジンや人間が悲しんだ。それから5年後、王女は他国から呼ばれた王子と結婚し、男児を生んだ。男児の姿はピーノそっくりだった。続編である『J2』に繋がるエンディングはこれであり、本作の本来の結末である。

### 用語
回路J
搭載したギジンの願いを叶える力を持つ回路（人間になると言う願いも叶えられる）。ただし発動には「自然を愛する心」、「スポーツを愛する心」、「冒険を愛する心」、「時として戦う心」、「他人を楽しませる心」、「勇気の心」、「他人を愛する心」がリミッターとして設けられていて、それぞれの心を芽生えさせる必要がある。
ギジン
人型のロボット全般を指す。元々は荒れ果てたコルロ島の復興のために作られたが、復興が成ってからは処分するべきだとの声も高まり迫害を受けている。プリンが大好物。
ギチュウ
虫型ロボット全般を指す。ギジンとは違い迫害は受けていない。それをいい事にギジンを虐める者も少なからず存在する。

## 登場人物
ピーノ
声 - 日髙のり子
人間のような姿をしたギジンで、正式名称は、ギジン4649型。12、13歳の少年イメージして作られている。放っておくと、その性格によりゴルフの素振りや剣を構えるフリなど色々な行動をとる。食べられない物（生き物を含む）はない。人間の様に見えるため、人前で首を360度以上回転させて、しばしば人を驚かせることもある。プレイヤーの育て方によって性格は変化するが、基本的には天真爛漫で明るい性格を持つ。メッサラ曰く「髪がボサボサで赤いマントにブカブカのつなぎ（オーバーオール）を着た少年」。ジェペット博士の作った『回路J』が組み込まれている。様々な人々との出会いで心を培い、回路Jを覚醒させるが、メッサラに銃撃され破壊されてしまう。しかし、コルロ島の住人達の意思が回路Jと融合して、メッサラの乗船する空中戦艦「グラフ・シュペー」を破壊した。1周目のエンディングでは無事修復されるが、真のエンディングではその代償として修復不可となり、事件の5年後にコルロ島の王妃、ティファニーの母胎を借り人間に転生する。なお、転生した彼の活躍は続編である『J2』で見ることができる。アートディレクターの飯田によれば『未来少年コナン』のジムシィをモデルにしているという。4つの人格があり、プレーヤーはその人格を操作してイベントをクリアする。
自分が普通の人間とは違う機械人間である事に不信感を抱き、作中でも「ぼく…人間じゃないんだよね」などと述べることがあるが、1周目のエンディングでは人間になれたとしてもそれを望まず、機械人間である事に誇りを持つようになる。また『J2』の主人公ジョゼットとは違い防水皮膚は施されていない。
ティンカー
ピーノに直接命令するインターフェイスロボ。プレイヤーはこのティンカーを操作する。どこからともなくハンマーを取り出しピーノを殴ったりすることも出来る。正式名称は、ギジン4648型。『J2』の主人公ジョゼット（ギジン5984型）は彼女の人工頭脳がベースである。性格は几帳面で生真面目。
ジェペット・ラマルク
ギジンを創り出した。ティンカーやピーノからは『博士』と呼ばれている。
プレイヤー
テレビの前、およびこの記事を見ているあなたの事。ティンカーと共にピーノを導いていく。
46号
ピーノの良き友人にして相談役。息子がいる。正式名称はギジン4600型だが、ギチュウは「おまえらみたいな4600型」「量産型」と呼んでいるので、ギジン4600型というのが個人名なのか種別名なのかは不明瞭。ストーリー終盤でギジンを憎む人々に破壊されてしまう。
ファム・ウィザード
野菜と動物をこよなく愛する老人で野菜が好きな少年も好き。ジェペットとピーノの事を知っているようだがその理由は本作では明かされない。
ファムの正体は竜人族の生き残りだったと言う事実が『J2』で明かされる。その時にジェペットとの関係性も明らかになる。
ミミ・アンジェライト
ギジン専用の店をきり持つ女性。「ミミさん」と呼ばれ親しまれている。店ステージではミミさんが歌を歌ったりしてギジン達を楽しませている。ギジンを唸らせる高い歌唱力を持つ。
コルロ3世
コルロ島の国王。厳格な性格だが娘には甘い。
ティファニー王女
コルロ3世の娘。16歳で優しい心の持ち主。ギジンに興味があり会いたがっている。
メッサラ
コルロ国の宰相にしてコルロ国王の側近。ジェペットを兵士にさらわせた張本人。
ギジン差別主義者であるが、その正体はジェペットがピーノやティンカーよりも前に作り出したギジン4646型。
アッド・キンガー
冒険家。ガメチーに多額の借金があり、返済と名声の為にピーノと共に宝探しの旅に出ることとなる。
ガメチー・ポート
港守の男。いつもタバコをふかしながら海を見ている。アッドとは友人。
ヤマネコ
金持ちの家からしか盗まぬ義賊の女性。猫のような身のこなしでお宝を盗み取る。ドロー、ボーという部下がいる。本名はルビー・カレン。
『J2』ではガロン・オネストと結婚し、娘のサファイアを授かる。カレン・オネストとして居酒屋を経営しており、ジョゼットをウェイトレスとして雇ってくれる。

## 開発
ディレクターの平野がMacintosh用ソフトウェアの製作に携わっていた頃に、友人がドッグショーのゲーム『パピーラブ』を遊んでいたのを見て考案したのが始まりだった。ゲームとしての企画を立ち上げたのはそれから8年後で、当初は1匹の生物を「コンペット」を育てるシミュレーションゲームの企画だった。当時のエニックスは社長である福嶋康博の考えから斬新なゲームを求めており、92ページの企画書が作られたものの、「おもしろさが伝わりづらい」として企画は通らなかった。藤本はゲームの面白さを再度考え直した結果、「ペットとのコミュニケーション」であるという考えに至り、再度企画を練り直すことになった。しかし人間を育てるゲームでは違和感が出てしまうため「木の人形（ピノッキオ）」を題材とした『ジェペットの息子』が考え出され、面白さを伝えるために企画書は130ページに及んだ。このゲームはリアルタイムにピノッキオと対話しながら育成を行う、グラフィックはアニメーションなどほぼ商品版と同じであるが、マルチエンディングという仕様は実現できなかった。しかしこれでも面白さが伝わらなかったことから、最終的にプレイヤーがどう遊ぶか、どこを操作するとどうなるのかを絵コンテで説明することで企画が通過した。開発時の紙資料はスクウェア・エニックスに保管されており、2019年から始まった社内資料の電子化プロジェクトの参考として一部が公開された。
また、1匹の生物を進化させるという概念は、本作の2年前にSFCに移植された『46億年物語 はるかなるエデンへ』でもある。
「ワンダープロジェクトJ」の名は、当時の『Vジャンプ』でソフト名の募集があり、数多いハガキの中から選ばれ、この名前が付いた。

## スタッフ
アルマニック・スタッフ
- ゲーム・デザイン、脚本：米田喬
- プログラム：山彦寛子、返町孝、塩谷博光
- 背景、美術効果：藤岡英俊
- オブジェクト・デザイン：松井龍作、二山亨子、小菅登
- スペシャル・サンクス：横倉廣、七條たかし、早川直行、若月康雄

アニメーションスタッフ
- ディレクター、画面設計：飯田馬之助
- イメージボイス：日髙のり子
- キャラクター・デザイン：川元利弘
- 原画：金子昌司
- 動画：小林幸子、増淵順子、大谷久美子、神原よし美
- キャラ色彩設計：西表美智代

エニックス・スタッフ
- 千田幸信、本多圭司、丸山茂樹、斉藤美奈、高戸一哲、斉藤陽介
- アートワーク：山本秀樹、大石直樹
- パブリシティ：曽根康征、斉藤義久、大塚充、島村大三
- テクニカルサポート：矢作貞雄、狩野健二郎、武下善郎、本間和文、飯田真理子
- スペシャル・サンクス：柿沢稔、若林かおる、杉中直人、黒田浩文、荒井聰、高橋みどり、滋野暁崇、中村玲里、阿部正樹、斉藤正訓、田中裕臣、佐々木豊、石塚大輔、松本圭介、林勉

- 音楽：森彰彦（ミント）
  - イメージソング：ヨロシク(4649型)!ピーノ!（日髙のり子） - ゲームのOP曲に歌詞を付けた曲。サウンドトラックCDに収録[5]。
- サウンド・プログラム：平沢道也（ミント）
- 録音：若林和弘（オムニバスプロモーション）
- ディレクター：米田喬（アルマニック）
- プロデューサー：藤本広貴（エニックス）
- ゼネラルマネージャー：富山徳之（アルマニック）
- パブリッシャー：福嶋康博（エニックス）

## 評価
ゲーム誌『ファミコン通信』の「クロスレビュー」では、8・5・9・6の合計28点（満40点）を獲得、『ファミリーコンピュータMagazine』の読者投票による「ゲーム通信簿」での評価は以下の通り、22.6点（満30点）となっている。
| 項目 | キャラクタ | 音楽 | お買得度 | 操作性 | 熱中度 | オリジナリティ | 総合 |
| 得点 | 4.1        | 3.7  | 3.3      | 3.7    | 3.9    | 4.0            | 22.6 |

## 関連作品
- 攻略本
  - ワンダープロジェクトJ 機械の少年ピーノ 公式ガイドブック（ISBN 4870257866、エニックス）
  - Vジャンプブックス ワンダープロジェクトJ （集英社）
- ゲームブック
  - ワンダープロジェクトJ 機械の少年ピーノ（ISBN:4870258188、エニックス）
- コミックス
  - ワンダープロジェクトJ 4コママンガ劇場（ISBN:4870258013、エニックス）
  - スーパーコミック劇場Vol.3 ワンダープロジェクトJ（ISBN:4870259281、エニックス）
- サウンドトラック
  - ワンダープロジェクトJ 機械の少年ピーノ サウンドアドベンチャー（PCCG-00334、ポニーキャニオン）